# الراء الجاوي
الراء الجاوي أو الآرى أو الراء اللبدي (Aerva javanica) هو نوع من النبات ينتمي إلى الفصيلة القطيفية Amaranthaceae. وأماكن انتشاره الأصلية تشمل جزءا كبيرا من أفريقيا (بما في ذلك مدغشقر)، وجنوب غرب وجنوب آسيا.

## الوصف
الراء الجاوي، نبات عشبي يتراوح ارتفاعه من 30-60سم مغطى بشعيرات كثيفة . عنق الأوراق قصير جداً. الأزهار مخملية تترتب في نهاية الأغصان على صورة سنابل وهي ناصعة البياض.

## الاستخدامات الطبية
• مدر للبول ومضاد للتسمم بالزرنيخ ومفتت لحصى المثانة.
• المستخلص المائي لأفرع النبات الجافة يستخدم لعلاج الصداع وآلام الرأس.
• يشتهر استخدام النبات لعلاج ألم الأسنان ويتم ذلك بسحق النبات بعد تجفيفه وذر المسحوق على مكان الألم وحوله .
• يستخدم في المنطقة الجنوبية من المملكة العربية السعودية لإيقاف النزيف وتضميد الجروح .
• يستخدم العصير المستخلص من الجذور في علاج أمراض عيون الماشية وذلك بوضع قليل من العصير في العين أو العيون الملتهبة للماعز أو الأبقار أو الخرفان. وهذه الوصفة مستخدمة في جنوب المملكة.
• معجون النبات يستخدم لعضات الثعابين وللسع الحشرات .
• في سلطنة عمان تستخدم رؤوس الأزهار لعلاج الجروح الغائرة والمتقيحة والخراجات.

## وصلات خارجية
Aerva javanica Flowers in Israel